# La Crise de la conscience européenne
 (novembre 2022).
 (janvier 2023).
La Crise de la conscience européenne est le titre d'un essai d'histoire politique de Paul Hazard, publié en 1935 à Paris.
À l’aide de nombreux arguments et exemples, Paul Hazard, professeur de littérature comparée au Collège de France et qui sera plus tard élu à l’Académie française, explique, dans la Crise de la conscience européenne, le basculement psychologique entre une France marquée par l’ordre, le sens de l’autorité, la croyance aux dogmes, la fidélité à l’Église et au roi et une France marquée par le règne de la Raison, du doute, de la liberté individuelle, du rejet des institutions, de l’Église, des vérités traditionnelles… Une France confortée dans sa puissance de Royaume catholique et une France marquée par le règne de la raison, dans une Europe des idées. Selon l'auteur, ces changements d'abord essentiellement psychologiques et intellectuels aboutissent à la Révolution.
Les grandes batailles d’idées ont eu lieu avant 1715. Spinoza, Pierre Bayle, Locke, Newton, Bossuet, Fénelon… ont été au cœur des combats intellectuels. Un ensemble d’idées fortes ont jailli : rationalisme, esprit anticlérical, sentiment anti-religieux, égalité, liberté de l’individu, droits de l’homme et du citoyen… Un nouvel ordre des choses a commencé… Quelles en seront les conséquences ? En 1715, personne encore ne peut imaginer la profondeur de ces courants et la manière dont ils modifient les racines de la société. Tranquillement pourtant, la pensée des peuples évolue et à la fin du XVIIIe, c’est sur ces bases que naît la Révolution avec les changements idéologiques qui l’accompagnent.

## Les changements psychologiques

### De la crise du classicisme à l’avènement de la modernité
L’esprit classique aimait la stabilité, la foi était bien établie et nul n’irait y toucher. Le roi était le roi, Dieu était Dieu. Quels éléments vont provoquer le bouleversement intellectuel de la fin du XVIIe ? Hazard met en avant deux causes : 
– la Renaissance avec les voyages de cette époque : les récits de ces voyages sont nombreux. Ils vont présenter sous un jour favorable le « bon sauvage » avec son comportement et sa religion primitive qui sera opposé au civilisé, chrétien, perverti par la société ;
– la Réforme avec l’ébranlement du catholicisme occidental : montre la possibilité de mettre en doute les dogmes, l’organisation hiérarchique de l’Église, l’enseignement traditionnel de la foi.
Ces deux éléments montrent aux Européens que l’organisation chrétienne de la société qui paraissait immuable n’est pas la seule. Il existe d’autres modes de vie, d’autres croyances, d’autres sociétés. La conséquence est qu’il se développe une volonté de détruire les institutions traditionnelles (Église, État), pour les remplacer par le règne de la Sagesse, du Plaisir, de l’ordre géométrique.
Le mot « Moderne » devient magique, c’est une formule qui illustre la joie, le rejet du passé, l’avancée des mœurs, de la politique, des arts. Il s'agit d'abandonner l’histoire pour l’avenir. L’histoire classique est en effet pour ces esprits forts, une école de morale qui présente la vie de princes tout-puissants sous un jour trop favorable et édulcoré. Les versions historiques sont trop nombreuses et différentes pour être véridiques, les historiens sont à la solde des princes disent les cartésiens, jansénistes, libertins, disciples de Malebranche, et autres grands esprits. Si l’histoire profane paraît remplie d’erreur et d’inexactitude quant aux datations et aux faits, l’histoire biblique est traitée de la même manière. Il y a des contradictions et des influences extérieures certaines. Tout cela n’est qu’erreur et fable. Les affirmations traditionnelles sont rejetées. Rien encore pourtant ne les remplace.

### Décalage des forces européennes
L’équilibre européen change également : pendant 40 ans, la France a dirigé la politique de l’Europe. Pays de courtoisie, de culture, de la douceur de vivre, de la richesse économique, de la littérature, à la langue universelle, aux mœurs légères… La France et Versailles sont au centre du système solaire, avec après elles les pays du Sud. Un rival apparaît pourtant : l’Angleterre. Le premier élément révélateur est la chute du roi Stuart Jacques II, que soutenait Louis XIV, au profit du protestant Guillaume d'Orange. Cela marque le début de la montée des puissances du Nord. La révocation de l’édit de Nantes ne fait qu’accentuer le mouvement. Des protestants francophones se sont exilés dans toute l’Europe et particulièrement dans les pays du Nord, d’où ils se font les hérauts de la pensée, du bien-vivre anglais et de la liberté de conscience hollandaise.
La primauté, du Midi (Portugal, Espagne, Italie), bascule au Nord.

### Naissance durelativisme
La découverte d’autres religions et la Réforme vont poser avec acuité le problème de la liberté religieuse. Devant les divergences religieuses, même entre réformés, devant l’espérance de la conversion de l’Angleterre par la présence des Stuart, beaucoup espèrent l’unité des chrétiens dans une seule Église. Ce sentiment va changer avec la victoire de Guillaume d’Orange et la révocation de l’édit de Nantes. Des protestants instruits s’implantent dans toute l’Europe et écrivent beaucoup. Ils considèrent Louis XIV comme un persécuteur et protestantisme devient pour eux synonyme de liberté. 
Un personnage important qui illustre le tournant intellectuel de la société tout en étant l'un des acteurs de ce tournant est Pierre Bayle. Protestant converti au catholicisme qu’il abjurera ensuite, Bayle écrit sur les grandes questions du siècle. Il lutte contre le sentiment d’orthodoxie de l’Église, prône la possibilité d’être athée, déclare l’impossibilité de parler de Dieu, affirme que la Révélation est indémontrable, veut soumettre l’Écriture à la philosophie, traite de la justice, du mal… C’est déjà l’idée du doute systématique, de la remise en cause de toutes les croyances, d’un certain scepticisme qui reste pourtant relatif puisqu’il gardera toujours l’idée d’un bien à accomplir, d’un progrès à réaliser.

## Contre les croyances traditionnelles

### Primauté de la raison
La raison est reine à la fin du XVIIe siècle. Considérée comme la faculté qui distingue l’homme des bêtes, elle paraît sans limite et fait table rase du passé. Les libertins (Gassendi, Saint-Évremond) brandissent cette arme pour détruire mais ils n’ont pas de doctrine formelle. Ce sont des « philosophes » trop raffinés. C’est l’époque où Descartes prône la confiance dans la Raison comme instrument de connaissance certaine. Dans le même sens, Malebranche prêche pour davantage de Raison, d’Ordre, de Sagesse. Dieu n’a plus de motifs d’existences puisqu’il n’agirait que par des volontés générales, suivrait les intérêts de la sagesse et inventerait à tout moment. C’est aussi le temps de Spinoza qui s’oppose à la cité de Dieu et à celle du roi qui sont illogiques et ruineuses. Dansl'Éthique, il montre entre autres qu’après avoir construit un Dieu à partir de l’homme, il faut maintenant partir d’un Dieu rationnel fondé sur l’ordre universel. L’homme sauvé sera le Sage. Il faut enfin citer John Toland qui considère que rien n’est au-dessus de la Raison et que tous les hommes sont pervertis dès l’enfance par des préjugés. Ces rationaux restent encore minoritaires mais prônent déjà avec force l’Évidence, la Logique et l’Ordre. Ils détruisent les erreurs et pensent avoir la vérité.
Une réflexion sur le miracle est entamée à partir de l’apparition d’une comète dans le ciel en 1680, la comète C/1680 V1. C'est l’occasion de dénoncer les superstitions, les préjugés, les passions auxquelles est trop sujet l’homme. Pour Bayle dans son livre Pensées diverses écrites à un docteur de Sorbonne à l'occasion de la Comète qui parut au mois de décembre 1680, Dieu ne viole pas les lois de la nature et ce que trop souvent ce que nous avons considéré comme des signes ne sont que des concomitances. Pour certains, la religion est devenue un amas d’extravagances et de bizarreries pour l’homme incrédule. De plus, le chrétien donne souvent l’exemple du vice alors que l’athée peut être vertueux. Une controverse sur le livre des Sibylles est aussi l’occasion de montrer le mécanisme qui fait d’une sottise une histoire écrite qui devient une opinion commune erronée. C’est ainsi que Balthasar Bekker lutte contre la croyance au diable et veut rendre l’homme plus sage. Dans le même temps, Christian Thomasius affirme la seule utilité de la logique pour penser droitement, et de l’histoire qui donne les exemples. Il sépare dangereusement la théologie, qui est de l’ordre de l’Écriture Sainte et concerne le salut des hommes au ciel, de la philosophie, qui est de l’ordre de la Raison et concerne le bonheur des hommes sur terre.

### Undogmecontroversé
Alors que l’Écriture Sainte est encore considérée comme l’autorité suprême, Richard Simon l’étudie à l’aide de la philologie. Avec rigueur, il étudie d’un point de vue uniquement littéraire les manuscrits. Avec audace, pour l’époque, il établit un degré d’authenticité des textes, exclut l’a priori et tente de repérer les différents remaniements. Il se veut pourtant orthodoxe en rappelant l’inspiration divine et l’importance de recourir à la Tradition. Mais il est exclu de son ordre, ses livres sont interdits et mis à l’index. Il n’en aura pas moins lancé un mouvement d’exégèse biblique.
Au milieu de tant de critiques, Bossuet se considère comme un défenseur de la foi catholique. Avec zèle, il combat pour l’obéissance à la foi et la primauté de la vérité venue de Dieu, dont l’Église est gardienne. Il est partout et voit avec une grande clairvoyance les efforts effectués contre les fondations même de l’Église de Dieu, entre autres à travers la manière dont Spinoza asservit Dieu aux lois de la nature.
Protestant de naissance, catholique de cœur, il faut signaler Leibniz. Voyageur, ayant un grand appétit de savoir, il mène des recherches dans tous les domaines. Sa passion est la réduction à l’unité. Faire émerger une langue universelle et des Académies qui pourront ainsi échanger leurs idées entre elles et faire avancer la raison, c’est une de ses propositions. Mais sa grande préoccupation est de faire retrouver à l’Europe l’unité perdue lors de la Réforme. Pour cela, il cherche à montrer les ressemblances profondes entre réformés et catholiques, et comme peu essentielles sont les dissemblances. Dans ce travail, il communique avec Bossuet pour trouver le lieu de conciliation. De longs traités argumentés sont ainsi échangés sur la valeur du concile de Trente ou l’authenticité des Livres Saints, toutefois sans parvenir à un accord.
Enfin, il faut remarquer que si les croyants se sentent menacés par les libres penseurs, les libertins, les athées…, la foi reste très forte. Bernardin de Saint-Pierre et Chateaubriand ne sont pas encore arrivés mais le catholicisme résiste sans eux. Un Gottfried Arnold prétend que les hérétiques sont en fait les vrais chrétiens, le jansénisme reste influent, les camisards se disent inspirés par Dieu, pasteurs protestants comme catholiques subissent les mêmes reproches, mais dans le même temps, les œuvres de Madame Guyon fleurissent en tous lieux. Elle insiste sur le pur amour, la prière et a des disciples dans toute l’Europe. L’aspiration mystique reste très puissante.

## Essai de reconstruction
Paul Hazard présente diverses idées de la fin du XVIIe devant remplacer le système ancien formé par le christianisme. 

### Déisme: terreau de lalibre-pensée
Empirisme de Locke. Son projet est de rétablir la dignité du suprême, du fait. Avant d’analyser la morale ou la religion il est nécessaire d’analyser notre propre capacité de compréhension. Par cette démarche de l’entendement, Locke étudie les principales questions de son temps. Il traite l’a-priori comme s’il n’existait pas et considère la connaissance comme la liaison et les disconvenances entre deux idées. Cela à partir de la sensation que font les objets sur les sens et l’opération de l’âme consécutive à ces impressions.
Déisme et religion naturelle sont aussi une tentative de présenter un nouveau système. Le déisme est une manière de refaçonner Dieu en supprimant les contraintes des religions traditionnelles. Il s’appuie sur une morale et une religion naturelle que l’homme doit suivre. Une telle conception sauvegarde un Dieu qui est simplement l’objet d’une croyance imprécise mais positive. Dans le christianisme, la loi de la nature est subordonnée à Dieu alors que dans le déisme, la nature devient la loi suprême à laquelle Dieu doit se conformer. La nature est la bonne mère que l’homme pervertit. C’est de ces courants déistes que naît la libre-pensée. Ce courant met en avant la puissance efficace de la raison. Penser librement permet de vivre le bonheur. Ces groupes organisent des célébrations, des initiations pour les adeptes, une chapelle de la raison… John Toland y joue un rôle majeur. Un triple vœu de Vérité, Liberté, Santé est lancé. La première grande loge maçonnique voit le jour à Londres en 1717 et en 1725 à Paris.
Dans le même sens, l’idée du droit naturel est développée. Venant de la philosophie, ce droit veut remplacer le surnaturel par l’ordre de la nature, supprimer l’ordre extérieur de type monarchique par le droit des gens qui dirigeront eux-mêmes leur destin. Ce droit s’oppose au droit divin et au droit paternel exercé par le roi. Cette idée se développera durant le siècle avec Hugo Grotius, Spinoza, Pufendorf, Cumberland… L’exemple de l’Angleterre avec le gouvernement parlementaire à partir de Guillaume d’Orange constitue, pour les partisans de ce droit, un exemple qui s’oppose aux pratiques françaises. Avec le droit naturel, l’idée de droit des peuples et des faits est établie dans nombre d’esprits.
Devant le fait que des chrétiens vivent mal et que des libertins vivent bien, Bayle affirme que morale et religion sont indépendantes. Et puisque, contrairement à la morale religieuse, la morale naturelle n’attend pas de récompense, il est possible de penser qu’elle est supérieure à l’autre. La difficulté reste de construire une morale de l’ordre humain puisque Spinoza montre la nécessité des devoirs en l’absence de morale universelle.
Beaucoup cherchent aussi à montrer la possibilité d’un bonheur sur terre sans attendre le ciel. L’idée est d’enlever à l’âme le sentiment du tragique de l’existence. Le bonheur est en soi, en chacun. Shaftesbury est le parfait exemple d’une telle vie heureuse. Une autre condition pour le bonheur est l’acceptation de toutes les opinions, même les mauvaises. Certains arguent du fait que c’est une valeur chrétienne associée à la charité.

### Triomphe de la science
Considérée comme belle, la science montre la volupté de lois de la nature et présente de nouvelles interprétations de l’univers. La géométrie est à la mode, ainsi que les mathématiques, la médecine, la physique. Tous les curieux de la nature en parlent, l’Académie des sciences est même fondée pour leurs études. Newton utilise le calcul infinitésimal pour traiter des phénomènes naturels. Il part du concret pour l’interpréter par la raison, le vérifier par le concept. Dans le sillon de Boerhaave, les esprits imaginent que des machines permettront d’abréger le travail pour que la terre devienne un paradis. Un nouveau siècle commence pendant lequel la science devient une idole, un mythe. Science et bonheur sont confondus. Progrès naturel et moral également.
Un nouveau modèle pour l’humanité qui prône le bonheur et l’insouciance se met en place. La fin de l’homme devient l’honnêteté, c’est-à-dire une forme de politesse, de savoir-vivre, d’esprit. La raison anime tous ces hommes, et est la puissance critique. Dieu ne commande plus aux créatures, ce sont les créatures qui annexent Dieu. L’image et la primauté d’honneur du gentilhomme sont pourtant en train de disparaître pour être remplacées par celles du bourgeois. Le marchand travailleur remplace lentement le héros guerrier. Bonheur n’est plus synonyme de pompe. La plume de Monsieur Spectator montre avec humour ce tournant pour un monde de travail et d’étude de la nature.

## Les valeurs imaginatives et sensibles

### L’Europe au pays des merveilles
Cette fin du XVIIe siècle n'accorde pas une grande place à la poésie. Seuls les grands, tel Corneille, Racine, Molière et La Fontaine gardent leur place. L’image de la poésie n’est pas bonne, la philosophie paraît avoir chassé les vers. En Angleterre pourtant, s'amorce un nouvel art poétique. Avec Alexander Pope la poésie entend instruire l’esprit et régler les mœurs. La nature n’a pas perdu sa place, mais son examen est désormais guidé par la raison. L'époque est aussi aux tragédies, et l'Europe observe le prestige de l’Académie française. 
Dans le même temps, alors que la fin du XVIIe fut austère, un vent de merveilleux parcourt l’Europe. Ce début du XVIIIe siècle voit resurgir les contes de fées, les histoires imaginaires, les animaux qui parlent et les gnomes de toutes sortes. Monsieur Spectator prêche à la fois la sagesse et la mesure, il vante les plaisirs de l’imagination. Charles Perrault présente La Belle dormant au bois. Il y a des pays également qui appellent au merveilleux : la Laponie, Canton ou les Barbaresques… On se fascine pour les contes d’Orient (Galland publie une traduction des Mille et une Nuit) et les aventures des flibustiers. Images, rêves… des jeux, du concret qui ignorent Dieu et la philosophie. Un peuple qui s’amuse avec insouciance, des gentilshommes qui vivent d’aventures sans se poser de questions morales.
C’est aussi la comédie qui fait fureur. Chanter le bonheur de l’homme riche, rire et pleurer librement, montrer que l’argent ne donne pourtant pas tout, récompenser l’amour constant, inspirer le dégoût du vice ; tant de sujets traités qui amusent l’Europe. Avec le théâtre comique, l’opéra rencontre un grand succès. Irrationnel, chargé de musique, de danses, de machines, de costumes, de décoration, c’est un tourbillon constant. Sottise disent les uns, déraisonnable certainement, mais cela plaît. Il y a de l’audace, du pathétique, les règles anciennes sont violées et cela donne un certain plaisir inquiet.

### Diffusion et interprétation idéologique
La même façon de penser s’impose-t-elle à toute l’Europe ? Si les courants philosophiques, littéraires, artistiques, les idées circulent sur tout le continent, un mode de pensée unique ne s'implante pas uniformément dans chaque pays. Les grands courants restent les mêmes, mais les traditionnelles oppositions n’ont pas disparu. La réputation de chaque pays est différente. Très souvent, des batailles s’engagent pour revendiquer la priorité dans le temps de telle ou telle intuition ; l’Allemagne s’illustre souvent dans ces recherches d’ancienneté.
Dans le même temps existe un questionnement sur la question de l’instinct. Celui-ci apparaît comme surajouté à la raison et produisant la conservation de mon être. Pour Fontenelle l’instinct provient de l’ordre intérieur que nous possédons. Le suivre c’est ainsi suivre la voie de l’ordre.
Pour l’inquiétude, Locke considère que c’est le principe qui nous donne les habitudes de toucher, de voir, de réfléchir, de crier… tant d’attitudes liées au sensible et qui sont pour lui à la base de la connaissance. Sur l’esthétique du sentiment, les camps sont opposés. L’académisme et ses règles s’opposent aux partisans de la passion. Pour ces derniers, le peintre agit sur la vie sans signes artificiels et lutte ainsi contre l’ennui.

## Question de l’Europe
Qu’est-ce que l’Europe en 1715 ? 
- Des pays en guerre continuelle les uns envers les autres. Leibniz ou l’abbé de Saint-Pierre ont chacun des propositions pour la paix mais ce n’est qu’utopie, les hommes n’ont pas la volonté de faire la paix.

- Des formes contradictoires. Les frontières sont multiples, les barrières partout. De plus, à l’Est, la Russie cherche à s’intégrer économiquement, intellectuellement et peut-être un jour politiquement dans l’Europe. Ce continent se considère toujours comme le plus puissant, le plus intelligent du monde. Malgré sa petite taille, c’est le plus fertile et le plus beau.

- Une pensée qui ne se contente jamais. Des idées en tous sens et des esprits sans cesse en effervescence. Tout est discuté, débattu, contrecarré… Des idées nouvelles naissent, un nouveau bonheur apparaît, des nouveaux guides se sont levés.

- Une pensée critique nourrie par la Renaissance qui se caractérise par une totale confiance en l’humanité et une rupture d’avec les institutions. C’est aussi une curiosité et une recherche de nouveauté jamais assouvie : besoin d’invention, passion pour les découvertes, exigence critique.